# Fernando Cámara Castro
Pour les articles homonymes, voir Cámara et Castro.
Fernando Cámara Castro, plus connu sous le nom de Fernando Cámara est un matador espagnol né à Arjona, province de Jaén de la communauté autonome d'Andalousie en Espagne, le 12 décembre 1965.

## Présentation et carrière
Sa première  novillada piquée a lieu à San Martín de la Vega (au sud de la Communauté de Madrid, située dans la Comarque de Las Vegas) le 26 avril 1988 en compagnie de Luis Milla et de Pedro Vicente Roldán, devant des novillos de l'élevage Ángel Ortega Estéve. Sa première présentation à Madrid a lieu 11 juin 1989 en compagnie de  Miguel Rodríguez  et Antonio Caba devant les novillos de la ganadería José Samuel Pereira Lupi. Il coupe deux oreilles ce jour-là.
Après avoir accompli 64 novilladas, il reçoit l'Alternative le 23 mai 1990 à Madrid de mains de son parrain Rafael de Paula, avec pour  témoin Curro Vázquez, devant Manzanero, taureau de la ganadería Fermín Bohórquez. Il fait ses débuts en  France lors de la feria de Nîmes du 12 mai 1991  devant les taureaux de Baltasar Ibán en compagnie de Juan Cuellar et Bernard Marsella (torero de Marseille).
On ne connaît pas la date sa confirmation d'alternative en Espagne, mais seulement celle effectuée en Amérique latine où il a débuté à Lima, Pérou le 28 octobre 1990 en compagnie de José Luis Feria Fernández et de Fernando Villafuerte devant des taureaux de deux élevages : Santiago, et La Viña. Il confirme son alternative à Mexico le 3 février 1991 avec pour parrain, Manolo Arruza et pour témoin, Cesar Pastor face à  Velador de l'élevage Los Martinez.  Pendant les années 1990, la plus grande partie de sa carrière se déroule en Amérique latine.
Il revient en Espagne à partir de 2001 où il poursuit une carrière souvent interrompue par des blessures spectaculaires, la dernière, le 14 juin 2008, qui a mis fin à sa carrière dans les arènes de Malaga.
Ce torero n'a jamais réellement brillé, mais il était respecté pour son courage et son authenticité. Torero de Verdad, il affrontait les taureaux les plus compliqués, ceux que refusaient généralement les matadors de sa génération. 
Il est devenu directeur l'école taurine de Malaga.

## article connexe
- Liste de matadors